# Melchiorre Murenu

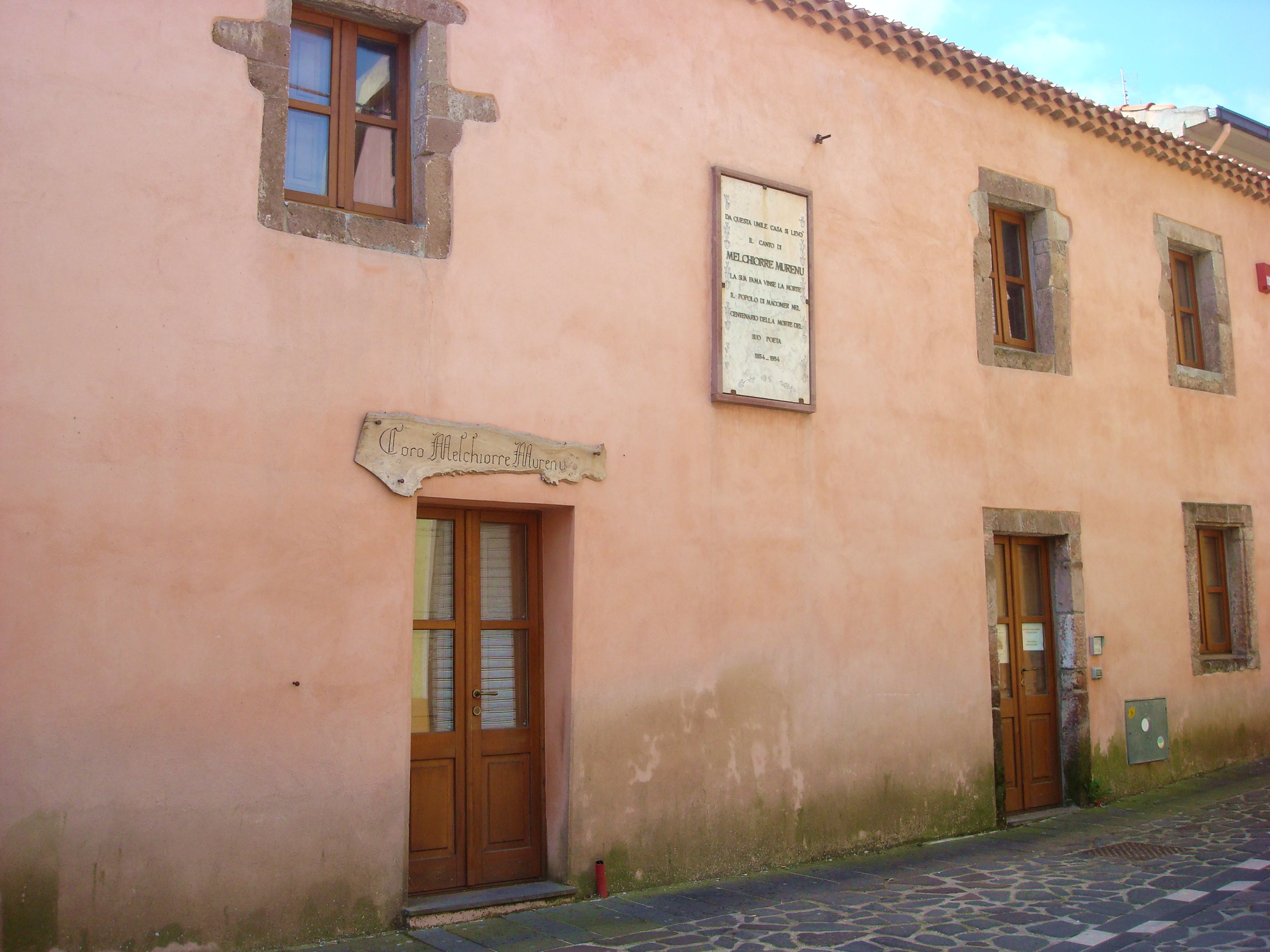
Casa del poeta

Melchiorre Murenu (Macomer, 3 marzo 1803 – Macomer, 21 ottobre 1854) è stato un poeta italiano in lingua sarda.

## Biografia
Di modesta estrazione sociale, Melchiorre nacque da piccoli proprietari terrieri, Battista Ledda Murenu e Angela Ledda Pala. Il suo vero nome era Melchiorre Ledda, ma adottò il cognome della nonna paterna, Murenu ed in proposito ci sono versioni discordanti. Secondo alcuni lo usò perché i genitori non erano coniugati, secondo altri a causa dell'arresto e successiva sparizione del padre.

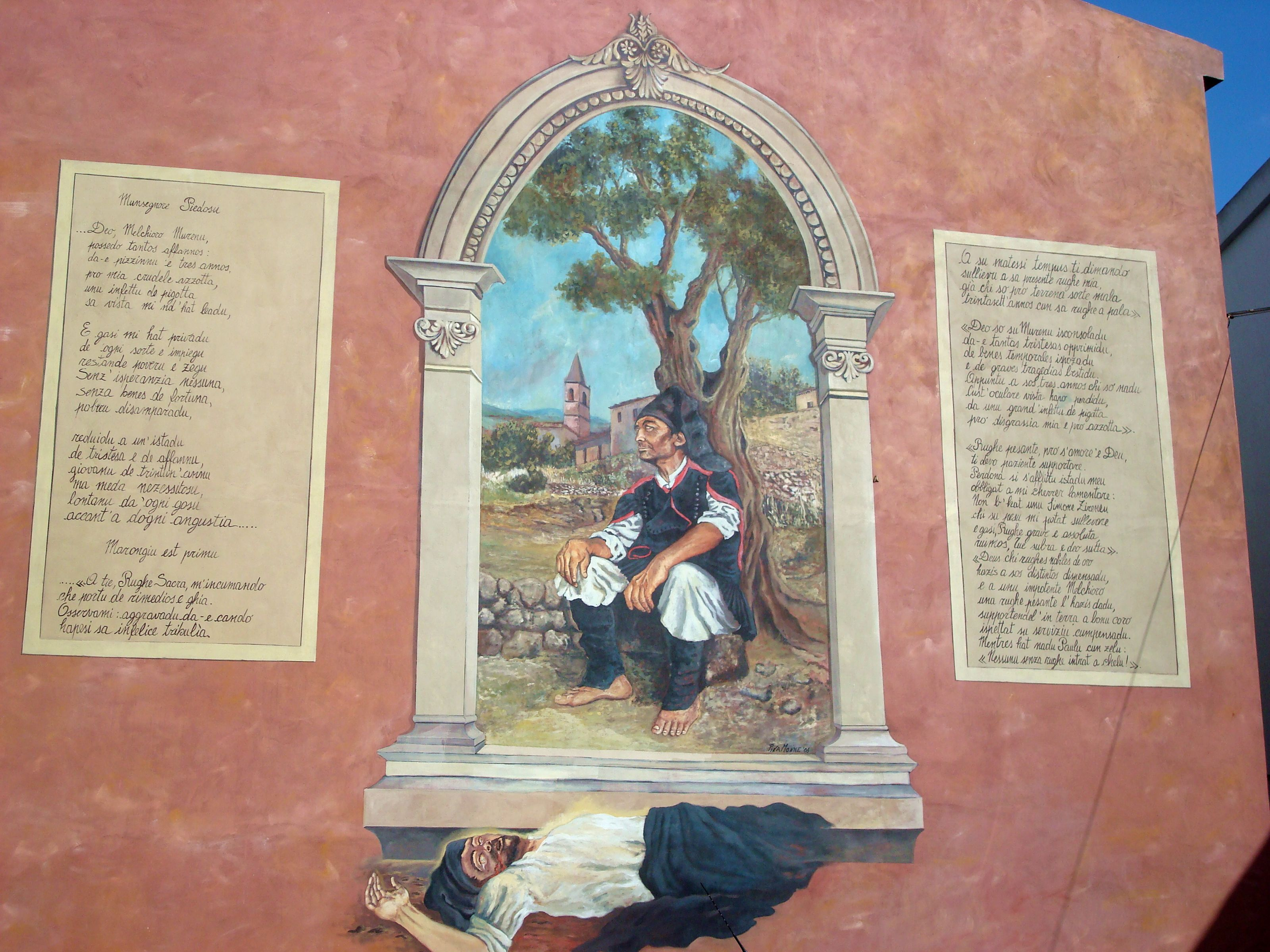
Murale di Pina Monne del 2006 che ritrae il poeta in abito tradizionale sardo

La sua vita fu segnata dalle sventure.
All'età di tre anni fu colpito dal vaiolo, che lo rese completamente cieco. Lo raccontò in versi lo stesso poeta:
pro mia crudel'azzotta,
unu infettu de pigotta
sa vista mi nd'hat leadu»
per mia disgrazia crudele
un'infezione di vaiolo
mi ha tolto la vista»
(Melchiorre Murenu)
Il canonico Spano riferisce che aveva un viso abbronzato, significante, espressivo e butterato dal vaiolo.
Sette anni dopo, il padre fu arrestato e di lui non si ebbero più notizie . A seguito di questo evento la famiglia cadde in disgrazia a causa del sequestro dei beni in suo possesso; i fratelli dovettero lavorare come servi, ma Melchiorre non trovò mai un lavoro a causa della sua disabilità.
A causa della condizione sociale e della cecità, perciò, Melchiorre restò analfabeta, ma acquisì comunque una sua istruzione frequentando le Messe in chiesa e ascoltando i predicatori. Gli studiosi che ne hanno ricostruito la vita gli attribuiscono, infatti, una formidabile memoria che gli permise di acquisire nozioni e una conoscenza critica degli eventi storici e sociali.
Forte della sua cultura e della sua vena improvvisatrice, Melchiorre si guadagnò  la vita girando per i paesi della Sardegna ed esibendosi nelle gare di poesia a bolu ("poesia al volo") o cantada ("cantata"), due generi della poesia estemporanea particolarmente diffusi nell'Isola. Il suo stile pungente e sarcastico, le tematiche trattate, spesso moraliste, critiche e appassionate, a volte a sfondo sociale e politico, lo resero popolare nell'Isola, soprattutto fra gli strati sociali più poveri. I suoi versi furono tramandati dalla tradizione orale e poi attraverso gli scritti dagli studiosi, facendo del Murenu uno dei più celebri poeti sardi.
Il suo appassionato coinvolgimento e gli attacchi verbali diretti delle sue poesie lo resero però anche odiato e si è congetturato che ne abbiano addirittura causato la morte. Morì nel 1854, precipitando da un dirupo, probabilmente spintovi da sicari. La sera della morte, infatti, Murenu si trovava nella sua casa nelle vicinanze della chiesa di Santa Croce e tre persone si presentarono dicendo di essere venuti per conto del poeta bandito Maloccu prendendolo per condurlo ad incontrare il Maloccu che, a loro dire, lo voleva sfidare in una gara di poesia; fu invece condotto al dirupo che si trova nei pressi della vicina chiesetta e gettato giù; fu trovato appunto morto nel burrone. Mentre ci sono pochi dubbi che i tre uomini lo abbiano spinto nel dirupo, le motivazioni dell'omicidio sono ignote; fra le ipotesi ci sono quella di una vendetta per versi particolarmente offensivi (con "Sas isporchitzias de Bosa" Murenu aveva offeso un'intera comunità) e quella per cui il mandante sarebbe stato il concorrente Maloccu. I versi offensivi, o ritenuti tali, potevano essere molti. Murenu infatti componeva versi a richiesta (questa era un'antica tradizione soprattutto barbaricina e questo poetare era detto "ponnere una crobbe") con i quali si indirizzava in metafora qualche indicazione in genere di tipo moralista a persone, spesso donne, i cui costumi suscitavano scandalo. Ad esempio, nella produzione di Murenu ci sono Faziles amores de una libertina (Facili amori di una libertina), Sa muzere brincajola (La moglie saltellante), Capricciu amorosu (Capriccio d'amore), Peccadore, non vivas pius dormidu (Peccatore, non vivere più addormentato) e soprattutto A una giovane libertina che, secondo il canonico Spano, sarebbe la composizione di cui qualcuno avrebbe deciso di vendicarsi; nel componimento, Murenu lascia intendere di essere stato uno dei beneficati dai facili costumi della destinataria della quale, attraverso crude allusioni sessuali, i versi rivelano che per questa condotta disordinata aveva contratto una malattia, forse venerea.
Lo Spano, a chiusura della sua narrazione sul poeta, ricorda che la sua testa era bislunga, e quando si fece l'esame del suo cadavere si trovò che conteneva uno straordinario volume di cervello.

## La poesiaa bolu
L'opera del Murenu si colloca in un contesto culturale fortemente radicato nella tradizione popolare sarda, la poesia estemporanea o, in sardo, a bolu, di origini antiche e incerte, soprattutto per la sua collocazione al limite fra il colto e il popolare. Si trattava infatti di una tradizione del tutto popolare, basata esclusivamente sull'esibizione in forma orale ad improvvisazione, ma che aveva evidenti collegamenti con la cultura letteraria del Medioevo, ad esempio per quanto concerne la modulazione della metrica. La metrica della poesia a bolu si basa infatti sull'ottava rima, tradizione che si è persa nei secoli e sopravvisse soprattutto nella poesia popolare improvvisata.
Nell'Ottocento si svolgeva come gara di improvvisazione poetica, a cui partecipavano più cantadores ("cantori"), senza una regolamentazione rigida ma secondo convenzioni probabilmente basate sulle consuetudini. Nel 1896, a Ozieri, il poete Antonio Cubeddu propose una regolamentazione della gara che si è tramandata con leggere varianti per circa un secolo. La poesia estemporanea rappresentava anche una forma di comunicazione attraverso la quale si esprimeva la protesta sociale: l'ottava rima fu infatti osteggiata, nel corso della Storia, dagli ambienti ecclesiastici e negli anni trenta questa forma di esibizione subì un forte controllo da parte del Fascismo, che si opponeva alla partecipazione dei poeti ostili al regime.
Nella sua forma più comune la poesia a bolu si svolge secondo un canone complesso come gara d'improvvisazione poetica cantata fra più cantadores in occasione dei festeggiamenti di un santo nelle sagre paesane. La gara si svolge su un palco in più fasi articolate, durante le quali i cantadores devono mostrare la loro capacità dialettica improvvisata in forma poetica; fino agli anni settanta la gara si concludeva con sa moda, un lungo componimento che ogni cantadore aveva predisposto per l'occasione, generalmente dedicato al santo festeggiato . Inizialmente la gara prevedeva un unico premio riservato al vincitore, ma in seguito si adottò il compenso per tutti i partecipanti. Fra gli aspetti più suggestivi di questa forma di espressione va citata la partecipazione del pubblico, che si esibiva in un vero e proprio tifo sottoscrivendo con risate, commenti e, nei momenti più salienti, anche ovazioni, le composizioni elaborate ad ogni turno dal cantadore.
La poesia a bolu è una forma d'arte che si è ormai quasi completamente persa: la sempre più massiccia diffusione dell'italiano come lingua madre fra le nuove generazioni, la connotazione del sardo come lingua di substrato, il maggiore interesse verso altre forme di espressione artistica e d'intrattenimento in occasione delle sagre, omologate ad uno standard interregionale e concentrate per lo più sull'aspetto spettacolare del folclore e, soprattutto, la scarsità di abili cantadores fra le nuove generazioni, hanno relegato questa tradizione ai margini dell'interesse, portandola quasi all'estinzione. Fino agli anni settanta, era un fatto normale in occasione delle feste paesane, soprattutto nei piccoli centri, che gli anziani si recassero in piazza, trasportando a piedi le sedie dalla propria abitazione, indipendentemente dalla distanza, pur di assistere alla cantada, manifestazione a cui si dedicava una serata nell'ambito dei festeggiamenti.

## L'opera del Murenu
La produzione artistica di Melchiorre Murenu  è rappresentata da componimenti che trattavano spesso di fatti sociali e politici, storici o di attualità, talvolta diretti contro comunità, personaggi più o meno potenti, costumi. Le sue origini e la facilità con cui prendeva posizione a favore degli strati sociali più deboli gli valsero l'appellativo di Omero del Marghine.

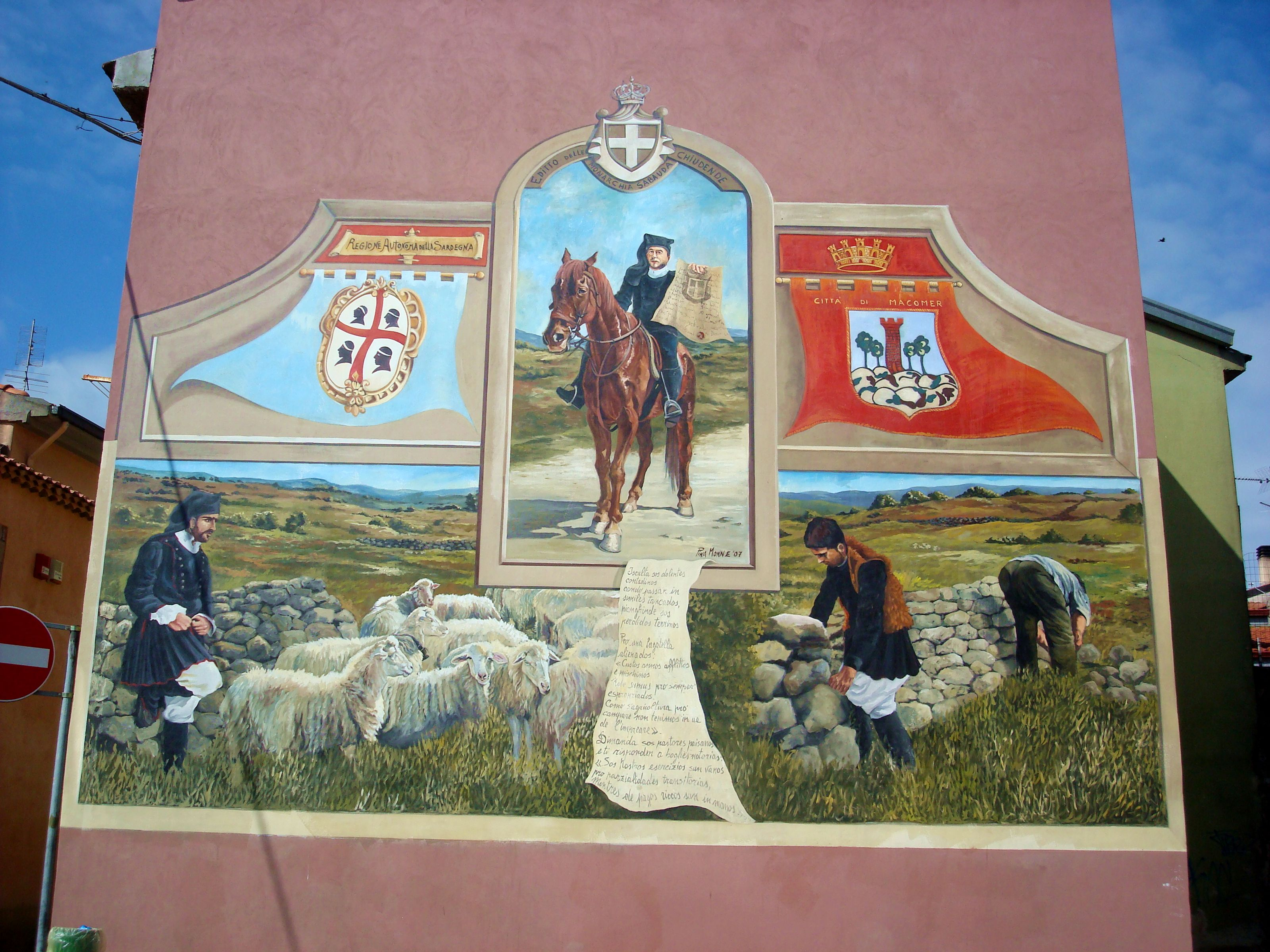
Murale di Pina Monne del 2007 con versi del poeta

### Tancas serradas a muru
Fattas a s'afferra afferra
Si su chelu fit in terra
L'aiant serradu puru»
	fatte all’arraffa arraffa;
	 se il cielo fosse in terra 	
non esitereste a chiuderlo»
(Traduzione di Giovanni Spano)
Fra i suoi versi più celebri si attribuisce al Murenu questa quartina, che esprime la ferma condanna dell'Editto delle chiudende, il provvedimento emanato nel 1820 con cui i Savoia istituirono la privatizzazione e la lottizzazione delle terre non soggette a servitù, ponendo fine ad una secolare tradizione di uso civico delle terre. L'editto, citato da molti studiosi come una delle pagine più nere della Storia della Sardegna, se da un lato andava incontro all'esigenza di modernizzazione della nascente borghesia sarda, da un altro generò gravi conflitti sociali, che sfociarono in una drammatica recrudescenza del banditismo. La paternità di Tancas serradas a muru, generalmente è attribuita al Murenu, tuttavia non è rigorosamente accertata, il canonico Giovanni Spano attribuiva i versi a certo Francesco Alvaru .

### Sas Isporchizias de Bosa
E d'ogni patimentu illimitadu,
Una mente distint'hat computadu
Ch'in Bosa b'hat fiagu e ledamen!»
che quanto all'inferno ci sono fuoco, fiamme
e ogni patimento illimitato
a Bosa c'è puzza di letame!»
Sas Isporchizias de Bosa ("La sporcizia di Bosa")  è forse il componimento più celebre e, secondo una delle ipotesi più diffuse, quello che gli procurò la morte.
I versi di apertura sono in realtà una "diplomatica" premessa ad una sequenza di quartine dove l'autore sfodera un colorito repertorio, emblematico del suo fraseggiare senza peli sulla lingua, a tratti volgare e impudente nei confronti di Bosa e dei suoi abitanti. Senza ricorrere a mezzi termini, il Murenu ricorre a paragoni ironici (Si sos culos fint mattas de aranzu - Nd'haiat sa Sardigna hapidu fruttu, "Se i culi fossero piante d'arancio - La Sardegna ne avrebbe tratto gran profitto), condendo il tutto con intercalari di sarcastica ipocrisia (Deo, cun tottu ch'hapo ment'abbizza - s'animu non mi bastat chi lu conte, "A me, nonostante abbia una mente aperta - non basta il coraggio per raccontarvi").

## Una memoria fuori dal comune
Le ragioni delle doti del Murenu sono attribuite alla sua memoria, ritenuta fuori dal comune. È noto che le sue condizioni non gli permisero di imparare a leggere e scrivere e le pubblicazioni concordano nel definirlo un poeta analfabeta.
Era tuttavia una persona sagace e attenta, che acquisiva ogni nozione o informazione conservandola nella propria memoria e inquadrandola in una propria concezione della storia, della società, della politica, della religione. A proposito della sua eccezionale memoria si dice che fosse in grado di recitare al contrario, in rima, partendo dall'ultimo verso .

## La misteriosa morte
Sulla morte violenta di Melchiorre Murenu si sono fatte diverse ipotesi. L'opinione diffusa è che a produrla sia stata la vendetta di qualcuno che è stato offeso dai suoi versi. Le ipotesi più frequenti attribuiscono l'omicidio a sicari bosani, offesi dai versi di Sas Isporchizias de Bosa, altre ad una commissione da parte di un esattore di Sassari, alla cui figlia il Murenu dedicò altri versi dal contenuto offensivo.
A Macomer esiste una stele posta sul dirupo dove è caduto/stato buttato.